# Factor de crecimiento epidérmico
El factor de crecimiento epidérmico (EGF, más conocido por sus siglas en inglés, «epidermal growth factor»), es una proteína que estimula el crecimiento y la diferenciación celular combinándose con su receptor EGFR. El EGF humano tiene una masa molecular de 6 kilodaltons, contiene 53 residuos aminoácidos y tres enlaces disulfuro. Ha sido desarrollado como fármaco con el nombre de «nepidermina».
El Factor de Crecimiento Epidérmico (Epidermal Growth Factor, EGF) es importante en la curación de heridas y quemaduras; regula la inflamación y la acción de los fibroblastos y estimula el crecimiento de las células epiteliales para la reparación del tejido.
El EGF fue en principio descrito como un péptido secretado, encontrado en las glándulas submaxilares de los ratones y en la orina humana. Desde entonces ha sido hallado en varios tejidos humanos, entre los que podemos señalar como ejemplo la glándula parótida. El EGF humano fue conocido inicialmente como urogastrona ,. y fue el primer factor de crecimiento identificado.
Al igual que el TGF-α—y junto con las hormonas y neurotransmisores—desempeña una importante función en la comunicación intercelular. Todos estos pertenecen a la familia de los factores de crecimiento epidérmico y utilizan el mismo receptor.
EGF tiene capacidad mitogénica sobre una amplia variedad de tipos celulares: epiteliales, hepatocitos y fibroblastos. Esta actividad es importante en la cicatrización de heridas, situación en la que los macrófagos, queratinocitos y otras células inflamatorias que migran a la zona dañada segregan EGF, que se distribuye ampliamente en secreciones tisulares y fluidos.
El TGF-α se identificó originalmente en células transformadas por virus de sarcoma, y está implicado en la proliferación de tejidos epiteliales embrionarios y adultos, así como en procesos de transformación tumoral. TGF-α presenta homologías con el EGF, ya que utiliza el mismo receptor y realiza funciones similares.
El receptor para EGF (EGFR) es en realidad una familia de 4 moléculas con actividad intrínseca tirosina quinasa. La molécula receptora mejor caracterizada se denomina EGFR1, ERB B1 o simplemente EGFR. Se han detectado mutaciones y amplificaciones de EGFR en cáncer de pulmón, de cabeza y cuello, de mama, glioblastomas y otros tipos de cáncer.

## Mecanismo

Diagrama enseñando los componentes de la vía MAPK/ERK. En el diagrama, "P" representa el fosfato.